# سمكة سكوب
سمكة سكوب (بالإنجليزية: Scup fish)‏، هي سمكة تحدث بشكل أساسي في المحيط الأطلسي من ماساتشوستس إلى كارولينا الجنوبية. إلى جانب العديد من الأسماك الأخرى من عائلة أسبورية، يُعرف أيضًا باسم بورجي ينمو سكوب بحجم 18 بوصة (450 مم) ويزن 3 إلى 4 أرطال (2 كجم)، لكن متوسط 0.5-1.0 رطل (0.25-0.50 كجم). يمكن أن يعيش سكوب حتى 20 عامًا، يمكن أن تبدأ الإناث في التكاثر في سن الثانية. تضع إناث الجراثيم سنويًا ما يقرب من 7000 بيضة في مناطق وفيرة من الرمل والأعشاب.
في وسط المحيط الأطلسي، تفرخ سكوب على طول الجرف القاري الداخلي. تنتهي يرقاتهم في المياه الشاطئية، على طول الساحل وفي مناطق مصبات الأنهار. في عمر سنتين إلى ثلاث سنوات، ينضجون. قم بفحص الشتاء على طول الجرف القاري الأوسط والخارجي. عندما ترتفع درجة الحرارة في الربيع، يهاجرون إلى الشاطئ.
يتم صيدها من قبل الصيادين التجاريين والترفيهيين. تعد مصايد سكوب واحدة من أقدم مصايد الأسماك في الولايات المتحدة، حيث يعود تاريخها إلى عام 1800. وكانت سكوب هي أكثر الأسماك وفرة في العصر الإستعماري، حيث بدأ الصيادون في استخدام شباك الجر في عام 1929، مما أدى إلى زيادة المصيد بشكل كبير. تم تسمية هذا النوع بالصيد الجائر في عام 1996، واليوم هناك دليل على حدوث إنتعاش. اليوم لا يزال يتم اصطياد سكوب باستخدام شباك صيد ثعالب الماء.
يحب العديد من المستهلكين نكهتهم الخفيفة ويطلق عليهم أحيانًا اسم بانفيش. تشمل طرق الطهي الشائعة على سبيل المثال لا الحصر القلي والشواء والخبز.